# Myrioblephara decoraria
Myrioblephara decoraria là một loài bướm đêm trong họ Geometridae.